# Anna Hammermann
Anna Hammermann, auch Anja Hammermann (* 7. März 1907 in Drohobytsch, Österreich-Ungarn; † November 1994 in Israel) war eine österreichische Ärztin und Widerstandskämpferin.

## Leben
Anna Hammermanns Familie flüchtete 1914 aus Galizien nach Wien. Ihr Vater arbeitete zwei Jahre in der Landwirtschaft, die Mutter bestritt mit Näharbeiten den Lebensunterhalt. Durch die finanziell schwierige Lage der Familie musste sich Hammermann den Schulbesuch durch Nachhilfeunterricht finanzieren. 1924 trat sie der sozialistischen Mittelschülerbewegung, zwei Jahre später der Kommunistischen Partei bei und engagierte sich in der Frauen- und Jugendarbeit sowie in der Kommunistischen Studentenfraktion (Kostufra). Während der Revolte beim Wiener Justizpalastbrand wurde sie am 15. Juli 1927 zum ersten Mal verhaftet. Ein zweites Mal beim Protest der Kommunisten beim Aufmarsch der Heimwehr und des Schutzbundes in Wiener Neustadt am 7. Oktober 1928. Ihr Medizinstudium hat sie als Kindergärtnerin und Krankenschwester finanziert, mit anschließender Promotion im Februar 1933 an der Universität Wien.
1933 emigrierte sie in die Sowjetunion und arbeitete dort als Kinderärztin. Vier Jahre später, im Dezember 1937, ging sie nach Spanien, um im Sanitätsdienst der Interbrigaden den Kampf gegen die Truppen Francos zu unterstützen. Sie war dort in Spitälern in Murcia und ab April 1938 in Mataró als chirurgische Ärztin tätig. Dort lernte sie ihren späteren Ehemann, den Arzt und Interbrigadisten Michael Perilman kennen. Nach der Demobilisierung der internationalen Freiwilligen, September 1938, wurde das Spital aufgelöst und S'Agaró die letzte Station auf dem Rückzug nach Frankreich. Anfang 1939 fand sie in Perpignan Beschäftigung in einem Spital. Kurze Zeit später, im Februar 1939, emigrierte sie nach England, wohin ihr wenig später Michael Perilman folgte. Dort war sie für die „Association of Austrian Doctors in Great Britain“ tätig. Nach der Befreiung Jugoslawiens ging sie, mit ihrem Ehemann, in die 1945 gegründete Sozialistische Föderative Republik Jugoslawien. Nach Titos Bruch mit der Sowjetunion war sie dort Repressalien ausgesetzt und wurde nach Montenegro verbannt. Sie emigrierte schließlich 1951 nach Haifa.